# Lonnie Johnson
Lonnie Johnson, (New Orleans, 1899. február 8. – Toronto, 1970. június 16.) amerikai bluesgitáros, énekes, hegedűs, dalszerző. Lonnie Johnson volt az első zenész, aki dzsesszgitárszólót játszott. Különösen innovatív gitárosnak tartják, aki ideálisan ötvözte a bluest a dzsesszszel, a balladákkal. Hatása Robert Johnsontól, Elvis Presley-ig és Jerry Lee Lewisig terjed.

## Pályafutása
A zenész családban született Johnson gyerekkorában hegedülni és gitározni tanult. Egy 1917-es szerencsés angliai turné mentette meg az életét, mert 1919-ben, mire visszatért New Orleansba, családja nagy része meghalt az 1918-as spanyolnátha járvány következtében.
Az 1920-as évek elején Johnson a Charlie Creath és a Fate Marable zenekarokkal dolgozott. 1925-ben a Missouri állambeli St. Louisba költözött. Ez idő tájt megnyerte az Okeh Records által rendezett bluesversenyt. Ezt követően 1925, -32 között számos sikeres felvételt készített, többek között Eddie Langlel gitárduetteket és Victoria Spivey-vel énekes duetteket.
Az 1920-as években Johnson időnként szerepelt Louis Armstrong és Hot Five, Duke Ellington és a The Chocolate Dandies felvételein. Innovatív tizenkét húros gitárszólókat adott elő. Lonnie ekkori játéka később hatással volt jövőbeli dzsesszgitárosokra, mint például Charlie Christianra és Django Reinhardtra.
Lonnie Johnson zenei karrierje tele volt hullámvölgyekkel, a zenétől távoleső időszakokkal. Volt, amikor acélöntödében vagy utcaseprőként dolgozott. 1959-ben, amikor a philadelphiai Benjamin Franklin Hotelben dolgozott, találkozott Chris Albertson disc jockey-val. Albertson egy show-t rendezett Lonnie-nak a chicagói Playboy Clubban. Ekkor tudott visszatérni a zenéhez. Ezt követően Duke Ellington zenekarával és folkzenei sztárokkal lépett fel a New York-i Városházán.
Turnézott Európában is, és sikeres lemezeket készített Elmer Snowdennel és Victoria Spivey-vel.
Lonnie Johnson a kanadai Ontarióban halt meg 1969-ben egy autóbaleset utáni komplikációkban. 1997-ben posztumusz bekerült a Louisiana Blues Hall of Fame-be.

## Zenekarvezető
- Lonesome Road (1958)
- Blues by Lonnie Johnson  (1960)
- Blues & Ballads (1960)
- Losing Game (1961)
- Another Night to Cry (1962)
- Idle Hours (1962)
- Swingin' the Blues (Xtra, 1966)
- Eddie Lang & Lonnie Johnson Vol. 1 (1967)
- Eddie Lang & Lonnie Johnson Vol. 2 (1970)
- Mr. Trouble (1982)
- Tears Don't Fall No More (1982)
- Blues, Ballads, and Jumpin' Jazz Vol. 2 (1990)
- The Unsung Blues Legend (2000)

## Díjak
- Louisiana Blues Hall of Fame